# Ökozentrum
Das Ökozentrum (gegründet als Zentrum für Angepasste Technologie und Sozialökologie, vormals bekannt als Ökozentrum Langenbruck) ist eine Forschungs- und Bildungseinrichtung mit Sitz in Langenbruck, Baselland. Die Tätigkeiten des Ökozentrums gliedern sich in die zwei Fachbereiche Forschung und Entwicklung sowie Bildung und Gesellschaft. Der Schwerpunkt liegt auf der Erforschung erneuerbarer Energien und der Entwicklung innovativer Technologien für den Umwelt- und Klimaschutz. 
Das Bildungsangebot umfasst die Sensibilisierung von Kindern, Jugendlichen und Erwachsenen in erlebnisorientierten Kursen für einen sparsamen Energieverbrauch und nachhaltigen Konsum. Seit der Gründung im Jahr 1980 werden am Ökozentrum visionäre und praxisnahe Lösungen für eine ressourcenneutrale Zukunft entwickelt.
Die Kompetenzen im Fachbereich Forschung und Entwicklung umfassen Elektromobilität, Batteriespeicherlösungen, dezentrale und intelligente Stromproduktion im Gebäude und Quartier, Wärmekraftkopplung, Schwachgasnutzung, Biokohleproduktion, Verbrennungstechnologien und die Prüfung von Energietechnikanlagen, des Weiteren die Programmierung von komplexen Steuerungen und Mess- und Regelungstechnik. 
Ein Zweig der Forschungsabteilung setzt sich für die Entwicklungszusammenarbeit im Bereich Foodprocessing ein, konkret für die Erprobung und den Bau von Wärmepumpentrocknern für die Konservierung von Lebensmitteln. Der Bildungsbereich unterstützt Gemeinden, Schulen, Unternehmen und private Organisationen bei der Umsetzung von Bildungs- und Kommunikationsprojekten.

## Gründung und Trägerstiftung
Die Trägerstiftung des Ökozentrums SATS (Stiftung für angepasste Technologie und Sozialökologie) wurde 1979 durch Willy Bierter, Pierre Fornallaz und Hans Steinemann gegründet. 1980 nahm das Ökozentrum, welches die Ziele der Stiftung operativ umsetzt, in Langenbruck seine Arbeit auf.

## Preise und Auszeichnungen
- 1986: Umweltschutztechnik-Preis der Ford Motor Company (Schweiz)
- 1986: Anerkennung der erfolgreichen energetischen Gebäudesanierung des Ökozentrums
- 1987: Prix Toni der Stiftung «händ sorg zur umwält»
- 1987: 1. Preis für die Forschungstätigkeit im Bereich schadstoffarmer Holzfeuerungen
- 1987: Prognos-Preis
- 1987: Würdigung der zukunftsweisenden Initiativen des Ökozentrums Langenbruck
- 1988: Goldene Schiefertafel des Kuratoriums Jugend und Wirtschaft für das Buch «Die ökologische Wirtschaft» von Prof. Pierre Fornallaz †, Mitbegründer des Ökozentrums
- 1988: Deutscher Energiepreis der Deutschen Energie-Gesellschaft für den Beitrag Energiekonzepte
- 1991: Kantonalbank-Preis der Basellandschaftlichen Kantonalbank
- 1991: Würdigung der zukunftsweisenden Initiativen des Ökozentrums
- 1992: Schweizer Solarpreis der Stiftung Solar Agentur Schweiz, Zürich.
- 1992: Auszeichnung für den «Vater der Sonnenenergie in der Schweiz», Pierre Fornallaz †, Mitbegründer des Ökozentrums
- 1994: Preis des Schweizer Umweltrates für den Reparaturführer beider Frenkentäler
- 1994: Prädikat «besonders innovativ und mit grossem Multiplikatoren-Effekt»
- 1994: Prix Toni der Stiftung «händ sorg zur umwält»
- 1994: Anerkennungspreis Reparaturführer beider Frenkentäler, entstanden in Zusammenarbeit mit der Regionalen Arbeitsgruppe Abfallbewirtschaftung beider Frenkentäler BL
- 1995: Mouchot-Preis, Europäische Sonnenenergie-Vereinigung Eurosolar
- 1995: Auszeichnung für Pierre Fornallaz, Mitbegründer des Ökozentrums
- 1999: «Prix eta» der Schweizer Elektrizitätswirtschaft, des ETH-Rates, der Zeitung «Cash» und der IWB Basel
- 1999: Energie-Innovationspreis für die Revitalisierung des Kleinwasserkraftwerkes Cormoret (BE) mit der Hilfe von Erwerbslosen
- 2000: Preis der Stiftung für besondere Leistungen im Umweltschutz, Luzern
- 2005: «Swiss Mountain Water Award» des Kompetenznetzwerkes Wasser im Berggebiet an die Stiftung revita für das Projekt Universalturbine für offene und geschlossene Wasserversorgungssysteme.
- 2007: UNESCO-Anerkennung des Erlebnis-Lehrpfades Nachhaltigkeit in Basel sowie des Planspiels triCO2lor als Projekt zur Weltdekade Bildung für nachhaltige Entwicklung in der Schweiz
- 2008: UNESCO-Anerkennung des Planspiels triCO2lor als Projekt zur Weltdekade Bildung für nachhaltige Entwicklung in der Schweiz
- 2011: Der Smile wird an der WAVE’11 ausgezeichnet.
- 2013: Anerkennung von konsumGLOBAL als «Aktivität der UNO Weltdekade Bildung für nachhaltige Entwicklung» durch die Schweizerische UNESCO-Kommission
- 2013: Verleihung des Energy Globe und des Zurich Klimapreises an das Projekt konsumGLOBAL
- 2013: Auszeichnung des Projekts «Bewusst kochen!» mit dem Faktor-5-Preis

von sun21
- 2014: Umweltpreis der Schweiz ehrt das langjährige Engagement des Ökozentrums mit einem Anerkennungspreis
- 2014: Die Energie-Erlebnistage werden durch die Schweizerische UNESCO-Kommission als «Aktivität der UNO-Weltdekade Bildung für nachhaltige Entwicklung» anerkannt.
- 2015: Publikumspreis der Abstimmungsplattform energieideen.ch (eine Initiative von EnergieSchweiz) für die Idee der Mitfahrgelegenheits-APP Go Local![1]